# Sobór Wprowadzenia Matki Bożej do Świątyni w Karagandzie
Sobór Wprowadzenia Matki Bożej do Świątyni – prawosławny sobór w Karagandzie, katedra eparchii karagandyjskiej Rosyjskiego Kościoła Prawosławnego.
Sobór został wzniesiony w latach 1991–2000 z betonu i cegły. We wnętrzu świątyni znajduje się trzyrzędowy ikonostas. Cerkiew przeznaczona jest dla równoczesnego udziału w nabożeństwie 1200 wiernych.